# فرودگاه شهری هانتینگتن (ایندیانا)
فرودگاه شهری هانتینگتن (ایندیانا) (به انگلیسی: Huntington Municipal Airport (Indiana)) یک فرودگاه همگانی بهره‌برداری هوایی است که یک باند فرود آسفالت دارد و طول باند آن ۱۵۲۴ متر است. این فرودگاه در کشور ایالات متحده آمریکا قرار دارد و در ارتفاع ۲۴۶ متری از سطح دریا واقع شده‌است.